# Wilfried Bony
Pour les articles homonymes, voir Bony (homonymie).
Wilfried Bony, né le 10 décembre 1988 à Bingerville, est un footballeur international ivoirien qui évolue au poste d'attaquant au NEC Nimègue.
Il commence sa carrière à Issia Wazi avant de partir en 2007 pour le Sparta Prague, club avec lequel il remporte la Gambrinus Liga en 2010. En janvier 2011, il signe au Vitesse Arnhem et y devient le meilleur buteur de la saison 2012-2013. Après un transfert à Swansea City, il rejoint Manchester City pour deux saisons avant de retourner au pays de Galles.
International ivoirien depuis 2010, Bony a participé à la Coupe du monde 2014 ainsi qu'à quatre Coupes d'Afrique des nations avec les « Éléphants ».

## Biographie

### Enfance
Bony naît à Bingerville, en Côte d'Ivoire, d'un père enseignant et d'une mère employée d'administration, et passe une grande partie de son enfance au Plateau et à Abobo. Durant son enfance, il joue au football dans les rues avant de participer à diverses coupes scolaires. Il rejoint enfin la "Cyril Domoraud Academy" dans sa ville natale et y reste trois années.

### Carrière en club

#### Débuts à Issia Wazi
En 2005, Bony termine sa formation à la Cyril Domoraud Academy et se voit offrir un premier contrat professionnel à seulement 17 ans au Issia Wazi, en première division ivoirienne. Durant la saison 2006, il aide son club à remporter la Coupe de Côte d'Ivoire, puis, la saison suivante, termine finaliste de la même compétition. Grâce à ses performances, Bony se fait remarquer par Francis Kacou, qui devient alors son agent. En 2007, Kacou lui obtient un test de trois semaines avec le club anglais de Liverpool. L'essai n'aboutit pas, Bony étant jugé trop jeune, et il retourne ainsi dans son pays natal. Plus tard, il effectue un deuxième test en Europe, cette fois au AC Sparta Prague. Bony convainc le club tchèque et rejoint alors son équipe B en prêt pour la saison 2007-2008, avec laquelle il remporte la Bohemian Football League,.

#### Sparta Prague (2008-2011)
Bony signe officiellement pour le Sparta Prague lors de la saison 2008-2009 et marque trois buts en seize matchs. Pour la saison 2009-2010, il marque neuf buts alors que le club remporte la Gambrinus liga.
Après avoir marqué 17 buts durant la première partie de la saison 2010-2011, dont cinq en six apparitions en Ligue Europa, Bony signe pour le club néerlandais Vitesse Arnhem en janvier 2011.

#### Vitesse Arnhem (2011-2013)

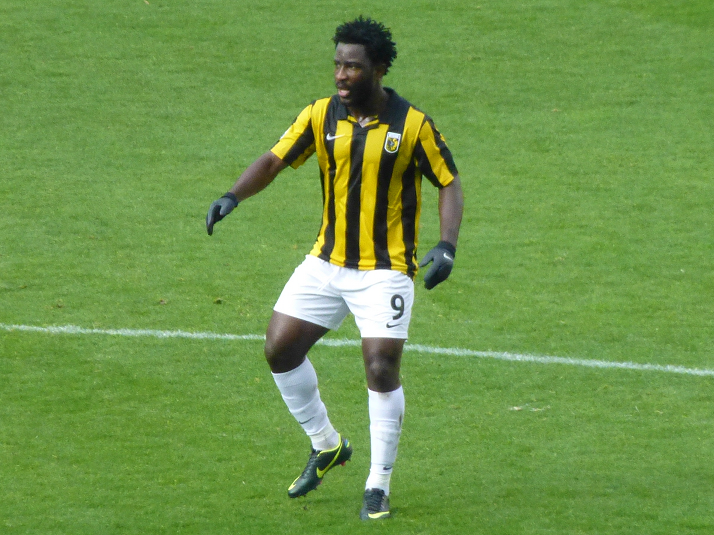
Bony avec le Vitesse.

Bony signe un contrat de trois ans et demi avec le Vitesse Arnhem pour un montant 4,1 millions d'euros, et marque dès ses débuts dans une victoire 2 à 0 lors d'un derby face à De Graafschap, le 20 février 2011.
Pour sa première saison complète aux Pays-Bas, Bony marque à 12 occasions en Eredivisie et termine meilleur buteur de son club ainsi que dans les dix meilleurs buteurs du championnat. En février 2012, il signe une extension de contrat le liant au club jusqu'en 2015 afin de mettre fin aux rumeurs de transferts le concernant.
Durant la saison 2012-2013, Bony enchaîne les bonnes performances, marquant notamment deux buts lors de la première victoire en onze ans de Vitesse face à l'Ajax Amsterdam à l'Amsterdam Arena. Il marque le premier triplé de sa carrière face à Heerenveen le 6 octobre 2012 lors d'un match nul 3 à 3, et réédite l'exploit face à Heracles Almelo pour une victoire finale 5 à 3 en février 2013. Il termine la saison avec un total de 31 buts en 30 matchs et reçoit la Chaussure d'Or de meilleur joueur du championnat néerlandais.

#### Swansea City (2013-2015)
Le 11 juillet 2013, Wilfried Bony est transféré à Swansea pour la somme de 13,9 millions d'euros et devient le joueur le plus cher de l'histoire du club gallois. Il y porte le numéro 10 avec le nom "Wilfried" dans son dos, et il fait ses débuts avec son nouveau club lors d'un match de pré-saison face à ADO La Haye, match gagné 1 à 0 par Swansea Bony voit d'abord son permis de travail refusé avant d'être accepté le 23 juillet,.
Bony joue son premier match en compétition officielle avec Swansea le 1er août en Ligue Europa face à Malmö FF, et marque un doublé en deuxième mi-temps pour une victoire 4 à 0. Le 28 novembre, il se blesse à la cuisse lors d'un match de poule de la Ligue Europa face au FC Valence et fait son retour à la compétition le 15 décembre, face à Norwich City.
Le 1er janvier 2014, Bony marque deux buts face à Manchester City lors d'une défaite 3-2 et célèbre ses buts en dévoilant un t-shirt sur lequel est écrit "RIP Anouk" (Repose en paix Anouk). Il expliquera plus tard lors d'une interview qu'il a dédié ses buts à son amie qui est morte d'un cancer quelques jours avant le match. Quatre jours plus tard, pour le troisième tour de la FA Cup, il marque un but de la tête à la 90e minute et élimine Manchester United de la compétition, et marque ainsi ce match comme la première victoire de Swansea City à Old Trafford de son histoire.
Sa première saison au pays de Galles s'avère être un véritable succès, et il termine l'exercice avec un total de 25 buts toutes compétitions confondues en 48 matchs. Le 7 novembre 2014, il est nommé au titre de joueur africain de l'année aux côtés de ses compatriotes Yaya Touré et Gervinho, et il termine 2014 en tant que meilleur buteur de Premier League sur l'année civile avec 20 buts.

#### Manchester City (2015-2017)
En janvier 2015, alors qu'il est en stage de préparation pour la Coupe d'Afrique des nations avec la Côte d'Ivoire, Bony signe un contrat de 4 ans et demi pour Manchester City. Selon la presse anglaise, le montant du transfert s'élève à 32,5 millions d'euros, et peut atteindre les 36,5 millions d'euros grâce aux bonus, ce qui fait de Bony le footballeur africain le plus cher au monde,,. C'est aussi la plus grande somme encaissée par Swansea City pour un transfert, battant les 19 millions d'euros de la vente de Joe Allen à Liverpool en 2012. À Manchester City, Bony porte le numéro 14, précédemment occupé par le milieu de terrain espagnol Javi García.
Bony fait ses débuts pour le club mancunien le 21 février 2015, face à Newcastle United, et marque son premier but contre West Bromwich (3-0) un mois plus tard.
Le 17 octobre 2015, Bony marque son premier doublé avec Manchester City à l'occasion d'un match de Premier League face à Bournemouth (victoire 5-1). Il y délivrera également une passe décisive pour son coéquipier Raheem Sterling, auteur d'un triplé ce jour-là.

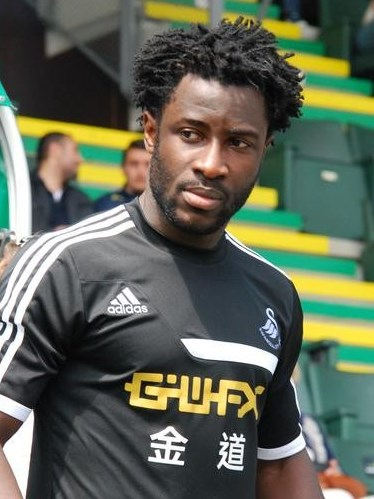
Wilfried Bony (2013)

#### Retour à Swansea City (2017-2019)
Le 31 août 2017, il s'engage avec Swansea City jusqu'en 2019 pour treize millions d'euros.
Fin janvier 2019, Bony est prêté pour le reste de la saison au club qatarien d'Al-Arabi SC.

#### Parenthèse à Al Arabi (2019)
Le 31 janvier 2019, à défaut d’avoir du temps de jeu avec les Swans, le champion d’Afrique 2015 rejoint le club qatarien d’Al Arabi. Prêté jusqu’à la fin de la saison, l’attaquant ivoirien inscrit 5 buts en 7 matchs dans le championnat du Qatar et retrouve la sélection avec laquelle il disputera la CAN 2019. Le 17 mai 2019, Wilfried Bony annonce sur les réseaux sociaux la fin de l’aventure au Qatar où il a rempli sa mission. Le 30 juin 2019, le joueur se retrouve au chômage après la fin (officielle) de son contrat avec Swansea.

#### Al-Ittihad Jeddah (2020)
Après près de sept mois sans club, Bony s’engage avec le club saoudien d’Al-Ittihad Jeddah le 28 janvier 2020. Le 1er novembre 2020, il résilie son contrat d'un commun accord avec le club.

#### NEC Nimègue (depuis 2022)
En janvier 2022, après plus d'un an sans club, Bony signe un contrat de six mois au NEC Nimègue et retrouve l'Eredivisie, championnat où il a brillé une décennie plus tôt avec le Vitesse Arnhem.

#### Club Always Ready (2023-)
Il évolue actuellement à Club Always Ready dans le championnat de Bolivie,.
A 34 ans, il a connu dix clubs dans sa carrière professionnelle. il a joué dans quatre continents (Afrique, Europe, Asie, Amérique).

### Carrière en sélection

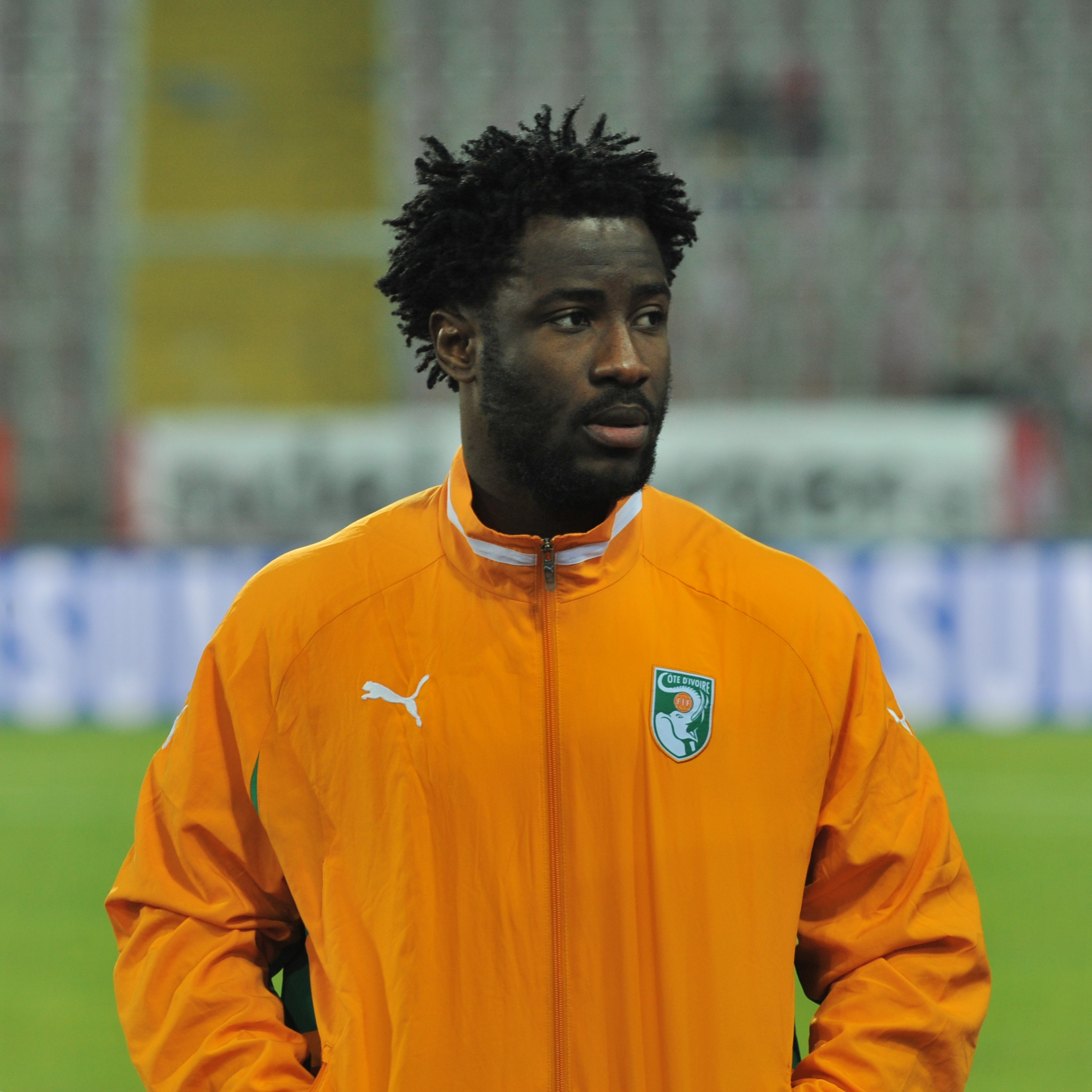
Bony en 2012 avec les Éléphants.

Alors qu'il évolue au Sparta Prague, Bony reçoit une offre afin de recevoir la nationalité tchèque et de jouer pour l'équipe de Tchéquie, offre qu'il a refusé en faveur de son pays natal.
Bony est sélectionné pour la première fois avec la Côte d'Ivoire en 2010, et fait ses débuts en rentrant à la 80e minute d'un match face au Burundi à la place de Gervinho.
En 2012, il est sélectionné pour participer à la Coupe d'Afrique des nations, durant laquelle il marque un seul but, face à l'Angola durant la phase de groupe.
Bony fait partie des 23 joueurs sélectionnés pour participer à la Coupe du monde 2014 au Brésil. Il marque deux buts durant la compétition, un d'une reprise de la tête face au Japon, et l'autre face à la Grèce après être rentré en jeu durant la seconde période. Malgré sa contribution, son pays est éliminé dès la phase de groupe.
Lors de la Coupe d'Afrique des nations 2015, il marque un doublé face à l'Algérie et envoie ainsi son pays en demi-finale de la compétition. La Côte d'Ivoire remporte la compétition face au Ghana après une séance de tirs au but.

## Statistiques
Ce tableau présente les statistiques de Wilfried Bony. Il finit meilleur buteur en Eredivisie avec 31 buts en 2013.
| Saison                | Club                  | Championnat           | Championnat | Championnat | Championnat | Coupe nationale | Coupe nationale | Coupe nationale | Coupe de la Ligue | Coupe de la Ligue | Coupe de la Ligue | Compétition(s) continentale(s) | Compétition(s) continentale(s) | Compétition(s) continentale(s) | Compétition(s) continentale(s) | Plays-off | Plays-off | Plays-off | Côte d'Ivoire | Côte d'Ivoire | Côte d'Ivoire | Total | Total | Total |
| Saison                | Club                  | Division              | M.          | B.          | P.d.        | M.              | B.              | P.d.            | M.                | B.                | P.d.              | Comp.                          | M.                             | B.                             | P.d.                           | M.        | B.        | P.d.      | M.            | B.            | P.d.          | M.    | B.    | P.d.  |
| 2008-2009             | Sparta Prague         | Gambrinus Liga        | 16          | 3           | 5           | 3               | 0               | -               | -                 | -                 | -                 | -                              | -                              | -                              | -                              | -         | -         | -         | -             | -             | -             | 19    | 3     | 5     |
| 2009-2010             | Sparta Prague         | Gambrinus Liga        | 29          | 9           | -           | 5               | 2               | -               | -                 | -                 | -                 | C1+C3                          | 2+8                            | 0+4                            | 0                              | -         | -         | -         | -             | -             | -             | 44    | 15    | 0     |
| 2010-jan 2011         | Sparta Prague         | Gambrinus Liga        | 14          | 10          | 2           | 1               | 0               | -               | -                 | -                 | -                 | C1+C3                          | 4+6                            | 2+5                            | 0+1                            | -         | -         | -         | 2             | 0             | 0             | 27    | 17    | 3     |
| Sous-total            | Sous-total            | Sous-total            | 59          | 22          | 7           | 9               | 2               | -               | -                 | -                 | -                 | -                              | 20                             | 11                             | 1                              | -         | -         | -         | 2             | 0             | 0             | 90    | 35    | 8     |
| jan 2011-2011         | Vitesse Arnhem        | Eredivisie            | 7           | 3           | 0           | -               | -               | -               | -                 | -                 | -                 | -                              | -                              | -                              | -                              | -         | -         | -         | 1             | 1             | 1             | 8     | 4     | 1     |
| 2011-2012             | Vitesse Arnhem        | Eredivisie            | 28          | 12          | 6           | 2               | 1               | 0               | -                 | -                 | -                 | -                              | -                              | -                              | -                              | 4         | 5         | 2         | 12            | 4             | 0             | 46    | 22    | 8     |
| 2012-2013             | Vitesse Arnhem        | Eredivisie            | 30          | 31          | 8           | 2               | 4               | 1               | -                 | -                 | -                 | C3                             | 4                              | 2                              | 0                              | -         | -         | -         | 6             | 4             | 0             | 42    | 41    | 9     |
| Sous-total            | Sous-total            | Sous-total            | 65          | 46          | 14          | 4               | 5               | 1               | -                 | -                 | -                 | -                              | 4                              | 2                              | 0                              | 4         | 5         | 2         | 19            | 9             | 1             | 96    | 67    | 18    |
| 2013-2014             | Swansea City          | Premier League        | 34          | 17          | 4           | 2               | 3               | 0               | 1                 | 1                 | 0                 | C3                             | 11                             | 5                              | 3                              | -         | -         | -         | 7             | 2             | 0             | 55    | 28    | 7     |
| 2014-jan 2015         | Swansea City          | Premier League        | 20          | 9           | 2           | -               | -               | -               | 2                 | 0                 | 0                 | -                              | -                              | -                              | -                              | -         | -         | -         | 5             | 1             | 0             | 27    | 10    | 2     |
| Sous-total            | Sous-total            | Sous-total            | 54          | 26          | 6           | 2               | 3               | 0               | 3                 | 1                 | 0                 | -                              | 11                             | 5                              | 3                              | -         | -         | -         | 12            | 3             | 0             | 82    | 38    | 9     |
| jan 2015-2015         | Manchester City       | Premier League        | 10          | 2           | 1           | -               | -               | -               | -                 | -                 | -                 | C1                             | 2                              | 0                              | 0                              | -         | -         | -         | 10            | 2             | 3             | 22    | 4     | 4     |
| 2015-2016             | Manchester City       | Premier League        | 24          | 4           | 3           | -               | -               | -               | 3                 | 2                 | 0                 | C1                             | 5                              | 2                              | 2                              | -         | -         | -         | -             | -             | -             | 32    | 8     | 5     |
| Sous-total            | Sous-total            | Sous-total            | 34          | 6           | 4           | -               | -               | -               | 3                 | 2                 | 0                 | -                              | 7                              | 2                              | 2                              | -         | -         | -         | 10            | 2             | 3             | 54    | 12    | 9     |
| Total sur la carrière | Total sur la carrière | Total sur la carrière | 212         | 100         | 31          | 15              | 10              | 1               | 6                 | 3                 | 0                 | -                              | 42                             | 20                             | 6                              | 4         | 5         | 2         | 44            | 14            | 4             | 323   | 152   | 44    |

### Buts en sélection
Le score en gras est celui de la Côte d'Ivoire.
| But | Date             | Stade, ville, pays                                            | Adversaire | Résultat | Match, compétition                                   |
| --- | ---------------- | ------------------------------------------------------------- | ---------- | -------- | ---------------------------------------------------- |
| 1er | 5 juin 2011      | Stade de l'amitié, Cotonou, Bénin                             | Bénin      | V 6-2    | Éliminatoires de la Coupe d'Afrique des nations 2012 |
| 2e  | 2 septembre 2011 | Stade Amahoro, Kigali, Rwanda                                 | Rwanda     | V 5-0    | Éliminatoires de la Coupe d'Afrique des nations 2012 |
| 3e  | 2 septembre 2011 | Stade Amahoro, Kigali, Rwanda                                 | Rwanda     | V 5-0    | Éliminatoires de la Coupe d'Afrique des nations 2012 |
| 4e  | 30 janvier 2012  | Nouveau stade de Malabo, Malabo, Guinée équatoriale           | Angola     | V 2-0    | Coupe d'Afrique des nations 2012                     |
| 5e  | 27 mai 2012      | Stade municipal, Saint-Leu-la-Forêt, France                   | Mali       | V 2-1    | Match amical                                         |
| 6e  | 30 janvier 2013  | Stade Royal Bafokeng, Rustenburg, Afrique du Sud              | Algérie    | N 2-2    | Coupe d'Afrique des nations 2013                     |
| 7e  | 23 mars 2013     | Stade Félix-Houphouët-Boigny, Abidjan, Côte d'Ivoire          | Gambie     | V 3-0    | Éliminatoires de la Coupe du monde 2014              |
| 8e  | 8 juin 2013      | Independance Stadium, Bakau, Gambie                           | Gambie     | V 3-0    | Éliminatoires de la Coupe du monde 2014              |
| 9e  | 16 juin 2013     | Benjamin Mkapa National Stadium, Dar es Salam, Tanzanie       | Tanzanie   | V 4-2    | Éliminatoires de la Coupe du monde 2014              |
| 10e | 14 juin 2014     | Itaipava Arena Pernambuco, Recife, Brésil                     | Japon      | V 2-1    | Coupe du monde 2014                                  |
| 11e | 24 juin 2014     | Stade Governador-Plácido-Castelo, Fortaleza, Brésil           | Grèce      | D 1-2    | Coupe du monde 2014                                  |
| 12e | 11 octobre 2014  | Stade des Martyrs, Kinshasa, République démocratique du Congo | RD Congo   | V 2-1    | Éliminatoires de la Coupe d'Afrique des nations 2015 |
| 13e | 1er février 2015 | Nuevo Estadio de Malabo, Malabo, Guinée équatoriale           | Algérie    | V 3-1    | Coupe d'Afrique des nations 2015                     |
| 14e | 1er février 2015 | Nuevo Estadio de Malabo, Malabo, Guinée équatoriale           | Algérie    | V 3-1    | Coupe d'Afrique des nations 2015                     |

## Palmarès

### En club
Alors que Bony est au Sparta Prague, le club tchèque remporte la Gambius Liga 2009-2010 sans concéder une seule défaite de la saison, et Bony marque 9 buts et participe à 29 des 30 matchs de championnat possibles. À l'aube de la saison 2010-2011, le Sparta Prague signe un succès en Supercoupe de Tchéquie, mais Bony ne participe pas à la rencontre.
Sous les couleurs de Manchester City, il remporte la coupe de la Ligue en 2016 en battant Liverpool lors de la séance de tirs au but.

### En sélection nationale
Bony a remporté la Coupe d'Afrique des nations 2015 et a atteint la finale en 2012 avec la Côte d'Ivoire.

## Distinctions personnelles
Lors de la saison 2012-2013, Bony remporte deux distinctions avec le Vitesse Arnhem, celles de meilleur joueur et meilleur buteur du championnat des Pays-Bas.